# Måns Nilsson (Svinhufvud)
Måns Nilsson (Svinhufvud) död 1534, var en svensk bergsfogde och häradshövding.
Måns Nilsson var son till bergmästaren och domaren, sedermera bergsfogden på Kopparberget i Dalarna, Nils Månsson (Svinhufvud) och hans hustru, som enligt ett senare omnämnande i ett tingsprotokoll från 1546 omtalas som Måns Nilssons i Aspeboda saliga mor Kerstin. Måns sätesgård var (Stora) Aspeboda som på medeltiden tillhörde Stora Tuna socken, men på 1600-talet kom att bilda en egen församling, Aspeboda socken, bägge i Dalarna. Även fadern, Nils Månsson, hade (Stora) Aspeboda som sin sätesgård åtminstone från senast 1500 då han daterade ett brev där.

## Biografi
Känd för att enligt Peder Svarts krönika hösten 1520 ha uppmanats av sin granne Arent Persson (Örnflycht) (eller mer troligt dennes far eller svärfar), gift med Barbro Stigsdotter, att förråda Gustav Vasa under hans flykt under Kristian II i Dalarna. Men Måns Nilsson vägrade att förråda en nattgäst. Han ska från våren 1521 ha anslutit sig till Gustav Vasas livvakt.
Måns Nilsson omtalas första gången 1504, då han var en av Dalarnas sex representanter vid ett möte med riksrådet i Stockholm, frälsemän från Uppland och Södermanland samt borgerskapet i Stockholm. Under denna tid och en tid framöver, var faderns motståndare Kristoffer Olsson (Stjärna) och Hans Jeppesson (Svinhufvud) som deltog i mötet bergsfogdar över Kopparberget, men sedan Sten Sture den yngre fått makten innehade Måns Nilsson 1515 ämbetet. Enligt Peder Svarts krönika var vid befrielsekrigets utbrott Kristoffer Olsson bergsfogde, och denne ska ha tillfångatagits av upprorsmännen. Detta skulle i sådana fall innebära att Måns Nilsson en tid var avsatt. Det är dock möjligt att Peder Svart haft uppgifter om att Kristoffer Olsson tidigare varit bergsfogde utan att känna till när och hur han avsattes. Hur som helst omtalas Måns Nilsson 1525 åter som bergsfogde över Kopparberget.
Måns Nilsson fick vid jultid 1524 Kungsåra by i Kungsåra socken som förläning av kungen, och mottog flera brev från kungen med ingripande mot Peder Jakobsson "Sunnanväder" och Knut Mikaelsson. Han var som ovan nämnts bergsfogde 1525, men avsade sig uppdraget våren 1526. I januari 1526 deltog Måns Nilsson som den främste bland flera representanter för Dalarna vid herredagen i Vadstena, där han deltog i utfärdandet av en skrivelse om Sören Norby för de stämplingar han bedrev mot Gustav Vasa. På hösten samma år erhöll han ett nytt förläningsbrev i Kungsåra by och erhöll även Vika socken i Dalarna som förläning.
Brev från våren 1527 visar att Måns Nilsson fortfarande stöttade kungen mot Daljunkern. Peder Svart hävdar att han vid förhandlingarna mellan kungens krigsfolk och dalkarlarna sagt att han skulle ge dem lov att hugga honom i hundra stycken om daljunkern verkligen var Sten Stures son. Den 1 januari 1531 bad Måns Nilsson tillsammans med andra bergsmän i brev kungen att inte sätta sin lit till de anklagelser som Kristoffer Olsson och andra motståndare riktat mot dem. Peder Svart uppger i sin kungakrönika att uppbörden från den av kungen påbjudna klockskatten 1530 föranledde allmogen från Leksands, Ål och Gagnefs socknar att fråga Måns Nilsson om de skulle lämna ifrån sig sina kyrkklockor. Efter att ha rådgjort med Anders Persson i Rankhyttan ska han ha uppmanat allmogens representanter att misshandla kungens uppbördsmän, men inte döda dem. Måns Nilsson ska även ha försäkrat att han i fortsättningen inte skulle hålla med kungen utan göra honom allt ont, och att han hade så mycket pengar och annat gods att han tordes opponera sig mot Gustav Vasa. Han ska också ha förklarat att ingen kung hade tidigare överskridit Dalälven utan att ha fått dalkarlarnas tillstånd att göra det. Måns Nilsson ska emellertid inte ha velat bli de upproriskas hövitsman, fast ställde sextio man till deras förfogande.
Uppenbart har dock Peder Svart fel i fråga om året, eftersom den klockskatt som 1530 beslutats för städerna utsträcktes först i januari 1531 till landskyrkorna. Brevmaterialet talar först i mars 1531 om oroligheter i Dalarna. I kungens brev till Måns Nilsson daterade 19 och 31 mars 1531 bad han denne om råd i den oroliga situationen. Ett "fogdebrev" utfärdades för honom i slutet av april, även om inget tyder på att han fungerat som bergsfogde vid denna tid.
Händelserna omfattar vad som numera kallas Klockupproret, ibland omnämnt som "tredje dalupproret".

### Klockupprorets efterspel
Efter april 1531 omnämns inte Måns Nilsson i riksregistraturet förrän 1533, och då blev det som förrädare. Gustav Vasa beskyllde honom bland annat för att ha haft kontakter med Kristian II, Gustav Trolle och Ture Jönsson (Tre Rosor). Peder Svart anger att när Måns Nilsson skulle gripas gav han sig ut i skogen till sina kolarkojor, vilket medförde att slottsfogden i Västerås, Lars Eriksson, fick söka efter honom natt och dag innan de lyckades finna honom. 
Han fördes därefter till Stockholm tillsammans med Anders Persson (i Rankhyttan), Ingel Hansson (Svinhufvud), herr Evert (i Leksand), Mårten i Skogen, Henrik Henriksson och Bengt Skrivare, tjänsteman ”vid Berget”, de män som initialt sett anklagades för förräderi. Den 17 februari 1534 dömdes alla till döden. De som avrättades var Måns, Anders och Ingel. Efter de blivit halshuggna parterades deras kroppar och steglades.
Herr Evert avled i fängelset. Mårten i Skogen avrättades så sent som 1562 i förbindelse med en annan händelse, och kallades då Mårten Skräddare, noterades som ”dansk” samt boendes i Brusbo i Aspeboda, även kallad ”Skogen”. Bengt Skrivare benådades relativt snart efter domen eftersom han redan den 3 november samma år fick tillåtelse att bo i Västerås. Henrik Henriksson betalade ännu skatt 1539, vilket betyder att han hade benådats mellan domen i februari 1534 och 1539.
Sanningshalten i beskyllningarna har betvivlats. Enligt Gillingsam kan ingen viktigare del kan motbevisas i dennes personbiografi över Måns med hänvisning till Boëthius (1965). Fast vid en närmare titt på Boëthius faktaunderlag för det påståendet, visar det sig emellertid att endast ett enda brev från Ingel Hansson till herr Evert daterat den 4 april 1531 med planer på ett uppror, var det enda dokument som visade på skuld. Gillingstams politiska historieskrivning förefaller sålunda ha färgats av att han i mångt och mycket använt sig av just Peter Svarts beskrivningar av upproret som källa. Svart som Gustav Vasas krönikör torde med all sannolikhet ha varit Vasas version trogen och inte de utpekade upprorsmakarnas. För i riksrådets dom daterat 17 februari 1534 hävdades att det hos Måns hade hittats brev från "Herr Ture", det vill säga Ture Jönsson, som Måns hade sparat i tre år samt att han påstods ha varit "Capiten för thee Förrädare" som anfallit kungens fogde Lars Eriksson tre år tidigare. Det motsägs av Boëthius uppgift om att endast ett brev fanns i Måns ägo, det från Ingel Hansson. Innehållet i Riksrådets dom mot Måns med påståenden om intensiv brevväxling med Ture Jönsson förefaller därmed som fabricerad, åtminstone till delar.
När Måns utpekades av kungen som förrädare sänkte han enligt sägnen, alla sina rikedomar i Dammsjön så att kungen inte skulle komma åt dem. Därefter lät han sig byggas in i en kolmila i skogen, men knektarna som letade efter honom tog med hans hund som nosade reda på sin husse. De 41 gårdar han ägde konfiskerade Gustav Vasa, gårdar varav vissa kungen sedan lät dela ut till andra.  
Änkan Margareta fick den 6 oktober samma år som Måns avrättats tillbaka gården Stora Aspeboda, en gård kungen först gett till Erik Jonsson. Idag är den en hembygdsgård, ägd av Aspeboda hembygdsförening. I de allra första landskapshandlingarna från år 1539, var Margareta boende i Aspeboda. I 1540 års landskapshandlingar för Dalarna och Kopparberget står hon som "hustr[u] Margreta I Assebodha". Att hon, liksom svågern Hans Persson i Surarvet, betalade skatt i Kopparberget berodde på att det var en icke-territoriell socken, även om gårdarna låg i Stora Tuna socken. Hon blev kvar på Stora Aspeboda fram till sin död. År 1536 hade hon även fått tillbaka gårdar i Västerås, men redan den 31 maj 1534 hade hon fått tillbaka en gård i Västerås. Hennes och Måns dotter Annas make Hans Persson fick samma år som Måns avrättats gården Surarvet, en gård som också varit Måns. Hans brukade senare, vid sidan av Surarvet, också gårdarna Harmstäkt och Sundborn vilka även de varit Måns gårdar innan kungens konfiskering av hans egendomar.
Minnet av Måns lever än, inte minst genom den höga minnessten som restes i hembygdsgårdens trädgård 1907 och som förkunnar: Frihet jag älskat sanning och rätt.

## Adlig
Måns förde liksom sin far Nils Månsson ett vildsvinshuvud i vapenskölden. De tillhörde genom Nils mor en medeltida frälsesläkt i Dalarna, i ltteraturen ofta kallad gamla Svinhufvudsläkten, vars medlemmar innehade olika kyrkliga och lokala ämbeten och som under senare delen av 1300-talet framträder som intressenter i gruvbrytningen och handeln med koppar vid Kopparberget. Svinhuvudet syns tydligt i skölden och på hjälmen på faderns sigill. Måns förde också ett svinhuvud, dock vänt åt motsatt håll än på faderns sigill enligt ett otydligt sigllavtryck.
Från Måns dotter Anna, gift med bergmannen Hans Persson (se nedan), härstammar den adliga ätten Svinhufvud af Qvalstad. Det var deras son, fogden och häradshövdingen Peder Hansson, som adlades 1574 av Johan III, och i samband med detta upptog sin mödernesläkts vapenbild med vildsvinshuvudet. Ätten är på kvinnosidan befryndad med adliga ätten Svinhufvud i Westergötland, som också via kvinnoled har upptagit sitt släktvapen från den äldre Svinhufvudsläkten vid Kopparberget.

## Hustru(r) och barn
Måns Nilsson var troligen gift två gånger, första gången senast från 1519 med Magdalena som omnämns som hans hustru i Stockholms stads tänkeböcker för år 1519 när de sålde en gård i Claus Skräddares gränd i dagens Gamla stan. Måns sålde även en tomt på Södermalm i mars 1520. Förutsatt att Magdalena inte är en felskrivning i tänkeboken, så blev Måns senare omgift med Margareta, som omnämns som hans änka när hon 1534, 1536 och 1537 återfick flera av de gårdar och godsegendomar som kronan beslagtagit efter avrättningen av Måns Nilsson, bl.a. (Stora) Aspeboda och flera gårdar i Västerås. Enligt en obestyrkt 1600-talsuppgift var hennes patronymikon Albrektsdotter och hennes släkt ska ha fört ett vapen med tre björnramar.
Måns Nilsson ska, förutom ovannämnda dotter Anna, även ha haft två ej namngivna söner som flydde till Norge och aldrig återkom till Sverige efter att deras far fängslats, allt enligt en obestyrkt 1700-talskälla (bergsrådmannen Jacob Ingelssons berättelse om Stora Kopparberget år 1716). Belgat från samtida källor är att Måns Nilssons son Hans Månsson 1540 befann sig i Rostock tillsammans med den likaledes landsflyktige skarabiskopen Magnus Haraldsson, men där slutar spåren efter honom. Bergsfiskalen Carl Gustaf Kröningssvärds sena 1800-talsuppgift i de genealogiska tabeller som ingår som bilaga till supplementet av urkundskverket Diplomatarium dalekarlicum att även kyrkoherden i Floda, Södermanland, Paulus Magni (död 1560), var en son till Måns Nilsson är felaktig.

### Dottern Anna Månsdotter och maken Hans Persson
Anna (levde ännu 1591) gifte sig med bergsmannen Hans Persson (död senast 1568), som i sitt sigill hade ett bomärke och inte tillhörde någon frälsesläkt. De blev bosatta i Surarvet i (nuvarande) Aspeboda socken, som Hans Persson fått i förläning av kronan 1534, en egendom som tidigare hade konfiskerats av kronan från hans svärfar Måns Nilsson. De fick minst sex barn, av vilka sonen Peder Hansson (död senast 1579) som ovan nämnts blev adlad och är stamfar för ätten Svinhufvud af Qvalstad, och sonen Albrekt Hansson (död 1631), som förde svinhuvudet i sitt vapen, blev häradsdomhavande och senare häradshövding i Dalarna och har efterlämnat en stor mängd ättlingar i Aspeboda med omnejd.
Hans Persson i Surarvet hade en bror, Jöns Persson i Risholn, som var häradshövding i Dalarna och blev svärfar till bergsmannen Daniel Torkelsson i Främby, adliga ätten Svinhufvud i Westergötland stamfar. I äldre genealogisk litteratur har felaktigt angetts att deras far var daladomaren Per Jönsson Skrivare. Av ett dombrev från 1545 framgår att fadern var bergsmannen Peder Sjurdsson i Främby, Stora Kopparbergs socken.  Peder Sjurdssons hustru hette Barbro och var dotter till bergsmannen Johan i Stråtenbo, (nuvarande) Aspeboda socken, i senare genealogier kallad Johan Hjort, adliga ätten Hiort af Ornäs äldsta kända stamfar.